# Grand-Brûlis-du-Lac
Le Grand-Brûlis-du-Lac (Greater lakeburn en anglais), est un village du comté de Westmorland, au sud-est de la province canadienne du Nouveau-Brunswick. Le village est une autorité taxatrice du DSL de la paroisse de Moncton.

## Géographie

### Hameaux et lieux-dits
La paroisse comprend les hameaux de Melanson Settlement et Painsec.

## Démographie
| 2001 | 2006 | 2011 |
| ---- | ---- | ---- |
| 389  | 393  | 453  |

## Histoire
Grand-Lakeburn est situé dans le territoire historique des Micmacs, plus précisément dans le district de Sigenigteoag, qui comprend l'actuel côte Est du Nouveau-Brunswick, jusqu'à la baie de Fundy.

## Administration

### Représentation et tendances politiques
Nouveau-Brunswick: Le Grand-Brûlis-du-Lac fait partie de la circonscription provinciale de Memramcook-Lakeville-Dieppe, qui est représentée à l'Assemblée législative du Nouveau-Brunswick par Bernard Leblanc, du Parti libéral. Il fut élu en 2006. Melanson Settlement est plutôt compris dans la circonscription provinciale de Dieppe-Centre-Lewisville, qui est représentée à l'Assemblée législative du Nouveau-Brunswick par Cy Leblanc, du Parti progressiste-conservateur. Il fut élu en 1999 puis réélu en 2003 et en 2006.
 Canada: Le Grand-Brûlis-du-Lac fait partie de la circonscription fédérale de Beauséjour. Cette circonscription est représentée à la Chambre des communes du Canada par Dominic LeBlanc, du Parti libéral.

## Vivre au Grand-Brûlis-du-Lac
Le village est desservi par la route 2 et la route 132.

## Grand-Brûlis-du-Lac dans la culture
Painsec est mentionné dans le roman La Mariecomo de Régis Brun